# شترانده
شترانده (به آلمانی: Strande) یک شهر در آلمان است که در رندسبورگ-اکرنفورده واقع شده‌است. شترانده ۱٬۴۷۶ نفر جمعیت دارد.